# Juan de Toledo
Juan de Toledo, född 1611 i Lorca, död 1665 i Madrid, var en spansk målare.
Toledo kalladesEl Capitano, emedan han, efter att ha studerat måleriet, begav sig som krigare till Italien, där han utmärkte sig och blev kapten i kavalleriet. Han blev i Rom elev till bataljmålaren Michelangelo Cerquozzi, vars stil han vidare utbildade i Spanien, något urblekt i teckningen, men alldeles inte i färgen. Han var verksam i Granada, i Murcia och i Madrid. Förutom bataljmålningar utförde han kyrkliga bilder, mariner och landskap.